# KCTD10
KCTD10 (англ. Potassium channel tetramerization domain containing 10) – білок, який кодується однойменним геном, розташованим у людей на 12-й хромосомі. Довжина поліпептидного ланцюга білка становить 313 амінокислот, а молекулярна маса — 35 432.
| 10         |  | 20         |  | 30         |  | 40         |  | 50         |
| ---------- |  | ---------- |  | ---------- |  | ---------- |  | ---------- |
| MEEMSGESVV |  | SSAVPAAATR |  | TTSFKGTSPS |  | SKYVKLNVGG |  | ALYYTTMQTL |
| TKQDTMLKAM |  | FSGRMEVLTD |  | SEGWILIDRC |  | GKHFGTILNY |  | LRDGAVPLPE |
| SRREIEELLA |  | EAKYYLVQGL |  | VEECQAALQN |  | KDTYEPFCKV |  | PVITSSKEEQ |
| KLIATSNKPA |  | VKLLYNRSNN |  | KYSYTSNSDD |  | NMLKNIELFD |  | KLSLRFNGRV |
| LFIKDVIGDE |  | ICCWSFYGQG |  | RKIAEVCCTS |  | IVYATEKKQT |  | KVEFPEARIY |
| EETLNILLYE |  | AQDGRGPDNA |  | LLEATGGAAG |  | RSHHLDEDEE |  | RERIERVRRI |
| HIKRPDDRAH |  | LHQ        |  |            |  |            |  |            |

A: Аланін

C: Цистеїн

D: Аспарагінова кислота

E: Глутамінова кислота

F: Фенілаланін

G: Гліцин

H: Гістидин

I: Ізолейцин

K: Лізин

L: Лейцин

M: Метіонін

N: Аспарагін

P: Пролін

Q: Глутамін

R: Аргінін

S: Серин

T: Треонін

V: Валін

W: Триптофан

Кодований геном білок за функцією належить до фосфопротеїнів. 
Задіяний у таких біологічних процесах, як убіквітинування білків, ацетилювання, альтернативний сплайсинг. 
Локалізований у ядрі.